# World Wrestling Entertainment
World Wrestling Entertainment (WWE) je americká společnost, která se zabývá hlavně profesionálním wrestlingem. Je to největší společnost svého druhu na světě.

## Historie
Populární začaly být po roce 1980, tehdy se jmenovala WWF. Největší hvězdou byl Hulk Hogan, který zápasil v několika hlavních tahácích prvních WrestleManií, což je největší show roku. Další velké hvězdy byly „Macho Man“ Randy Savage, „Rowdy“ Roddy Piper, Ted DiBiase, Ricky Steamboat, The Iron Sheik, Ric Flair, The Ultimate Warrior, Yokozuna a Sgt. Slaughter.
Po roce 1993 nastala ve společnosti krize a spousta známých jmen odešlo do konkurenční společnosti WCW. WWF tak začala budovat nové hvězdy, např. The Undertakera, Shawna Michaelse, Breta Harta, Diesela nebo Razora Ramona. WWF začala produkovat Monday Night Raw  WCW na to tehdy zareagovala vysíláním Monday Night Nitrem. Pořady se vysílaly současně. WCW měla zpočátku nad WWF převahu, tak v WWF vznikla tzv. Attidude éra.
Postupem času začala WWF prosazovat vycházející hvězdy jako byly „Stone Cold“ Steve Austin, Triple H, The Rock, Kane a v ringu se začal objevovat i sám Vince McMahon. I tyto změny způsobily to že WWF začala WCW překonávat. Postupně z WCW odcházeli zápasníci jako Chris Jericho nebo Big Show. Za pár let WWF odkoupilo WCW, to způsobilo nával nových hvězd, a proto byl roster rozdělen na Raw a SmackDown. V roce 2002 došlo k přejmenování WWF na WWE a to kvůli problémům s jinou společností.
Mezi lety 2002 až 2008 nastala tzv. Ruthless Agression Era, kde se prosadily wrestleři jako John Cena, Randy Orton, Rey Mysterio, Batista a Edge.
Mezi lety 2008 až 2014 byla tzv. PG Era, zde se objevilo spousta dnešních hvězd jako Dolph Ziggler, The Miz, Sheamus, Alberto Del Rio, Wade Barrett, Cody Rhodes, Dean Ambrose, Roman Reigns, Seth Rollins, Bray Wyatt, Cesaro, Daniel Bryan. V této době byli v rámci příběhu manažeři WWE Triple H a Stephanie McMahon.
Rok 2016 se označuje jako Novou Érou. Vše začalo už po WrestleManii, kdy se Shane McMahon (Syn majitele WWE a bratr Stephanie McMahon) stal generálním manažerem SmackDownu. WWE zavedla rozdělené rostery na RAW a nově SmackDown LIVE, který se začal vysílat živě. SmackDown začal hlavně prosazovat hvězdy, které neměli pořádně šanci se ukázat lidi jako The Miz, Baron Corbin , Dolph Ziggler. V roce 2016 se uskutečnilo hodně návratů bývalých hvězd např. The Spirit Squad, Headbangers nebo i Curt Hawkins, Rhyno a Mickie James. Nejvýznamnější byl nejspíš návrat Shanea McMahona a návrat Goldberga, který se do společnosti vrátil po 12 letech. 
Doba mezi lety 2016 až 2021 se označuje jako tzv. New Era. Vynikaly hlavně hvězdy jako Roman Reigns, Seth Rollins, Dean Ambrose, Braun Strowman nebo také Finn Bálor. V roce 2020 WWE stejně jako zbytek světa postihl Covid-19. Shows se musely vysílat bez diváků a bylo propuštěno mnoho hvězd.
V roce 2022 a 2023 došlo ke změně vedení, odešel například Vince McMahon a do vedení společnosti se dostal Triple H, Nick Khan a Stephanie McMahon. Po nějaké době Stephanie rezignovala a CEO společnosti se stal Nick Khan. V této době se do společnosti vrátilo několik hvězd, jenž byly propuštěni při pandemii Covid-19, například Braun Strowman, Johnny Gargano, Karrion Kross a další.
V roce 2023 došlo k sloučení společností WWE a UFC. Obě společnosti nyní spadají pod TKO Group Holdings. Rok 2024 se označuje jako začátek nové éry.

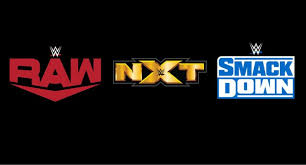
Hlavní eventy WWE

## Shows
WWE má několik opakujících se týdenních shows, v těchto shows vznikají příběhy, které se vyřizují na placených akcích (PPV). V každé show vystupuje takzvaný roster.
RAW – Druhá největší týdenní show, vysílá se živě v pondělí. První epizoda byla odvysílána v roce 1993, od roku 2012 trvá tři hodiny. Uskutečňují se zde zápasy i slovní konfrontace.
SmackDown  – Největší týdenní show, vysílá se živě v pátek. První epizoda byla odvysílána v roce 1999. Trvá obvykle 2 hodiny a od roku 2019 se vysílá živě na stanici Fox Sports. Stejně jako v Raw se zde uskutečňují včetně zápasů i slovní konfrontace.
Main Event – Show dostupná na stanici WWE Network. První epizoda byla odvysílána v roce 2012. Trvá hodinu, uskutečňují se zde hlavně zápasy a občas slovní konfrontace. Natáčí se před show RAW
NXT – Vysílá se živě v úterý. Funguje jako vývojové centrum WWE pro budoucí talenty, má i vlastní tituly. Show trvá hodinu a uskutečňují se tu jak zápasy, tak konfrontace. Wrestleři z NXT se objevují i v ostatních shows.
NXT Level Up –  Natáčí se každý páteční večer a obvykle se vysílá před show NXT. Trvá obvykle hodinu. V pořadu probíhají konfrontace a zápasy.
Speed – V show vystupují zápasníci z Raw, SmackDown a z NXT. Zápasy mají limit tří minut a titulové zápasy pět minut. Vysílá se na platformě X (Twitter).
Každý měsíc se uskuteční placená akce, na těchto akcích jsou zápasy o titul a vyřizují se zde spory. Největší placenou akcí je WrestleMania, ta se koná na stadionech, které pojmou i 80 tisíc fanoušků. Každá placená akce se koná jen jednou ročně a jsou akce které jsou speciální druhem zápasů, placené akce jako, Survivor Series, Summerslam, Wrestemania, Royal Rumble, Money in the Bank, Battleground, Elimination Chamber, Backlash, Clash at the Castle, Crown Jewel.
V minulosti patřily mezi největší události roku Clash of Champions, TLC: Tables, Ladders & Chairs, Hell in a Cell, Extreme Rules, Night of Champions, Payback a Fastlane.
V České republice se udála show v letech 2009 a 2018. Wrestleři každý týden odzápasí zhruba 3 až 5 zápasů.

## Tituly

### RAW
| Tituly                            | Současný šampión  | Datum Výhry    | Show/PPV        | Bývalý Šampion   |
| --------------------------------- | ----------------- | -------------- | --------------- | ---------------- |
| World Heavyweight Championship    | Damian Priest     | 7. dubna 2024  | Wrestlemania 40 | Drew McIntyre    |
| WWE Intercontinental Championship | Sami Zayn         | 6. dubna 2024  | Wrestlemania 40 | Gunther          |
| Women´s World Championship        | Becky Lynch       | 22. dubna 2024 | Raw             | Rhea Ripley      |
| World Tag Team Championship       | The Awesome Truth | 6. dubna 2024  | Wrestlemania 40 | The Judgment Day |

### SmackDown
| Tituly                                | Současný Šampión  | Datum výhry       | Show/PPV        | Bývalý Šampion   |
| ------------------------------------- | ----------------- | ----------------- | --------------- | ---------------- |
| Undisputed WWE Universal Championship | Cody Rhodes       | 7. dubna 2024     | Wrestlemania 40 | Roman Reigns     |
| WWE United States Championship        | Logan Paul        | 4. listopadu 2023 | Crown Jewel     | Rey Mysterio     |
| WWE Women’s Championship              | Bayley            | 7. dubna 2024     | Wrestlemania 40 | Iyo Sky          |
| WWE Tag Team Championship             | A-Town Down Under | 6. dubna 2024     | Wrestlemania 40 | The Judgment Day |

### NXT
| Tituly                                  | Současný Šampion      | Datum výhry    | Show/PPV             | Bývalý Šampion               |
| --------------------------------------- | --------------------- | -------------- | -------------------- | ---------------------------- |
| NXT Championship                        | Trick Williams        | 23. dubna 2024 | NXT: Spring Breakin  | Ilja Dragunov                |
| NXT North American Championship         | Oba Femi              | 9. ledna 2024  | NXT                  | Dragon Lee                   |
| NXT Women's North American Championship | ---                   |                |                      |                              |
| NXT Women's Championship                | Roxana Perez          | 6. dubna 2024  | NXT: Stand & Deliver | Lyra Valkyria                |
| NXT Tag Team Championship               | Nathan Frazer a Axiom | 9. dubna 2024  | NXT                  | Bron Breakker a Baron Corbin |

### Ostatní Tituly
| Tituly/Ocenění                               | Současný Šampión | Datum výhry    | Show/PPV          | Bývalý Šampion |
| -------------------------------------------- | ---------------- | -------------- | ----------------- | -------------- |
| Royal Rumble Winner 2024                     | Cody Rhodes      | 27. ledna 2024 | Royal Rumble      | N/A            |
| Women's Royal Rumble Winner 2024             | Bayley           | 27. ledna 2024 | Royal Rumble      | N/A            |
| Money In The Bank 2024                       | ---              |                | Money In The Bank | N/A            |
| Money In The Bank 2024 (Woman's)             | ---              |                | Money In The Bank | N/A            |
| Andre the Giant Memorial Battle Royal Trophy | Bronson Reed     | 5. dubna 2024  | SmackDown         | Bobby Lashley  |

### Nezařazené tituly
| Název                             | Současný šampion             | Datum výhry    | Show/PPV  | Bývalý Šampion      |
| --------------------------------- | ---------------------------- | -------------- | --------- | ------------------- |
| WWE Women's Tag Team Championship | Bianca Belair a Jade Cargill | 4. května 2024 | Backlash  | The Kabuki Warriors |
| WWE Speed Championship            | Ricochet                     | 26. dubna 2024 | WWE Speed | ---                 |